# M18 motorway (Irland)

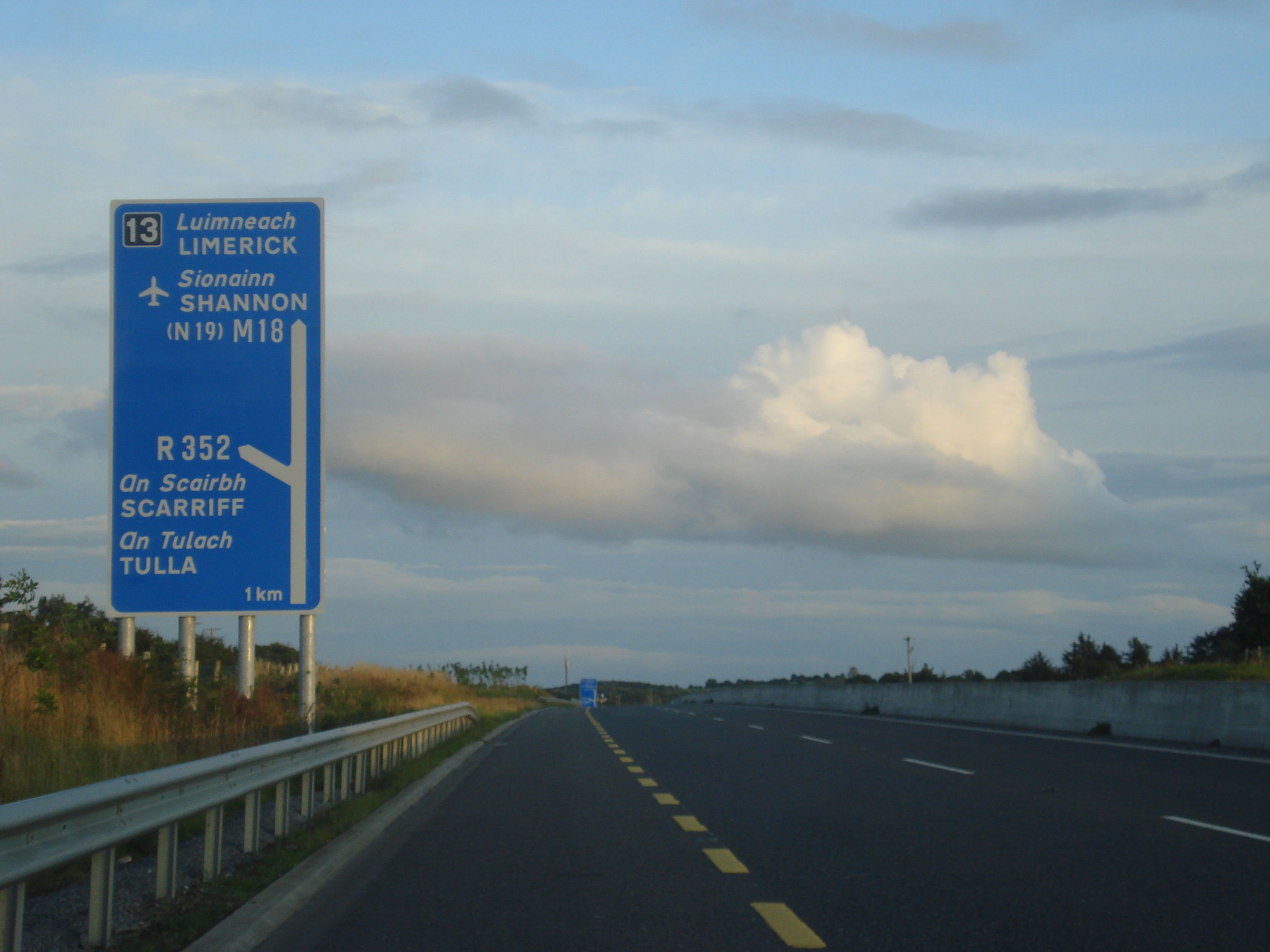
M18 bei Junction 13 nach Süden (Aufnahme 2009)

Der M18 motorway (englisch für „Autobahn M18“, irisch Mótarbhealach M18) ist eine derzeit (2019) auf rund 70 km Länge ausgebaute, noch nicht auf ganzer Länge fertiggestellte hochrangige Straßenverbindung in der Republik Irland, die zusammen mit den fertiggestellten Teilen des M17 motorway und des M20 motorway einen Teil des Atlantic Corridor bildet, der in seinem Endausbau Letterkenny über Sligo, Galway, Limerick und Cork mit Waterford verbinden soll. Der Abschnitt zwischen der Südumfahrung von Limerick (Junction 30 des M7 motorway/Junction 1 des M20 motorway), der als Schnellstraßenknoten ausgebaut ist, bis zur Junction 9 bildet als Nationalstraße 9 eine teilweise vierspurig (dual carriageway) ausgebaute Landstraße. Dieser Abschnitt ist als Teil der Europastraße 20 zugleich die Zufahrt zum Flughafen Shannon von Osten her. Im weiteren Verlauf werden die Städte Ennis und Gort umfahren (Ennis bypass und Gort bypass). Die Verknüpfung mit dem M6 motorway und dem nach Norden weiterführenden M17 motorway erfolgt mittels eines über die M6 gelegten Kreisverkehrs, der nicht als Autobahn beschildert ist.